# SMS Habsburg (1865)
Panserskibet Habsburg tilhørte den tredje serie af panserskibe til den kejserlige østrigske marine. Det var bygget af træ og derefter beklædt med panserplader. De to skibe af Ferdinand Max-klassen var de hidtil største panserskibe i flåden, og det var derfor naturligt, at de fik en central placering i slaget ved Lissa i 1866. Skibet var opkaldt efter det østrigske fyrstehus Habsburg.

## Tjeneste
Habsburg deltog som nævnt i slaget ved Lissa i juli 1866. Efter slaget fik skibet mere tidssvarende kanoner og gjorde tjeneste til 1886. Derefter fungerede det i årene 1886-98 som vagtskib og kaserneskib i Pola. Ophugget i 1900.